# Emmanuel Jadot
Pour les articles homonymes, voir Jadot.
Emmanuel Léon Marcel Jadot, né à Marche-en-Famenne le 18 février 1904 et y décédé le 4 novembre 1978 , était un homme politique libéral belge.
Jadot fut notaire.
Il fut élu conseiller communal de Marche-en-Famenne et sénateur provincial de la province de Luxembourg (1958-1961).

## sources
- Blauw Archief